# Superkick
Un Superkick (Supercalcio) è il nome comunemente utilizzato nel mondo del wrestling per indicare un calcio eseguito ruotando leggermente il piede d'appoggio nella direzione opposta all'avversario, di modo tale da piegare il ginocchio e poter portare l'altro piede all'altezza del mento dell'avversario. Per dare più credibilità alla mossa, si è soliti impattare la mano nella coscia del piede d'appoggio per simulare il rumore dell'impatto con l'avversario.

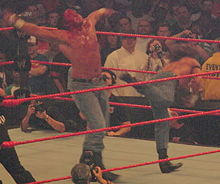
Shawn Michaels mentre esegue un Superkick su Lance Cade

"Gentleman" Chris Adams viene da sempre accreditato come il primo wrestler ad aver utilizzato questa mossa. Esperto di arti marziali e cintura nera di judo, per Adams l'esecuzione della mossa prevedeva dapprima un back body drop per stendere l'avversario e quindi un superkick sul mento una volta che questi era tornato in piedi. In realtà Adams era solito usare un enzuigiri come "superkick"; al ritorno da una tournée in Giappone nei primi anni ottanta portò sui ring statunitensi la nuova versione, con il classico calcio alto al posto dell'enzuigiri.
Nota anche come Sweet Chin Music (grazie a Shawn Michaels), esiste una variante chiamata Sweet Shin Music (shin in inglese significa, per l'appunto, stinco) e l'impatto avviene sullo stinco dell'avversario.

## Varianti

### Double superkick
È una variante del Superkick utilizzata da due lottatori che colpiscono l'avversario contemporaneamente (tecnica spesso stata usata dagli Usos quando erano insieme).

### Jumping side kick
È una variante del Superkick che consiste nel colpire l'avversario in seguito ad una rincorsa e in salto.

### Sitout kick
È una variante del Superkick che consiste nel colpire l'avversario con l'altro piede al momento dell'impatto.